# Rega Institute for Medical Research

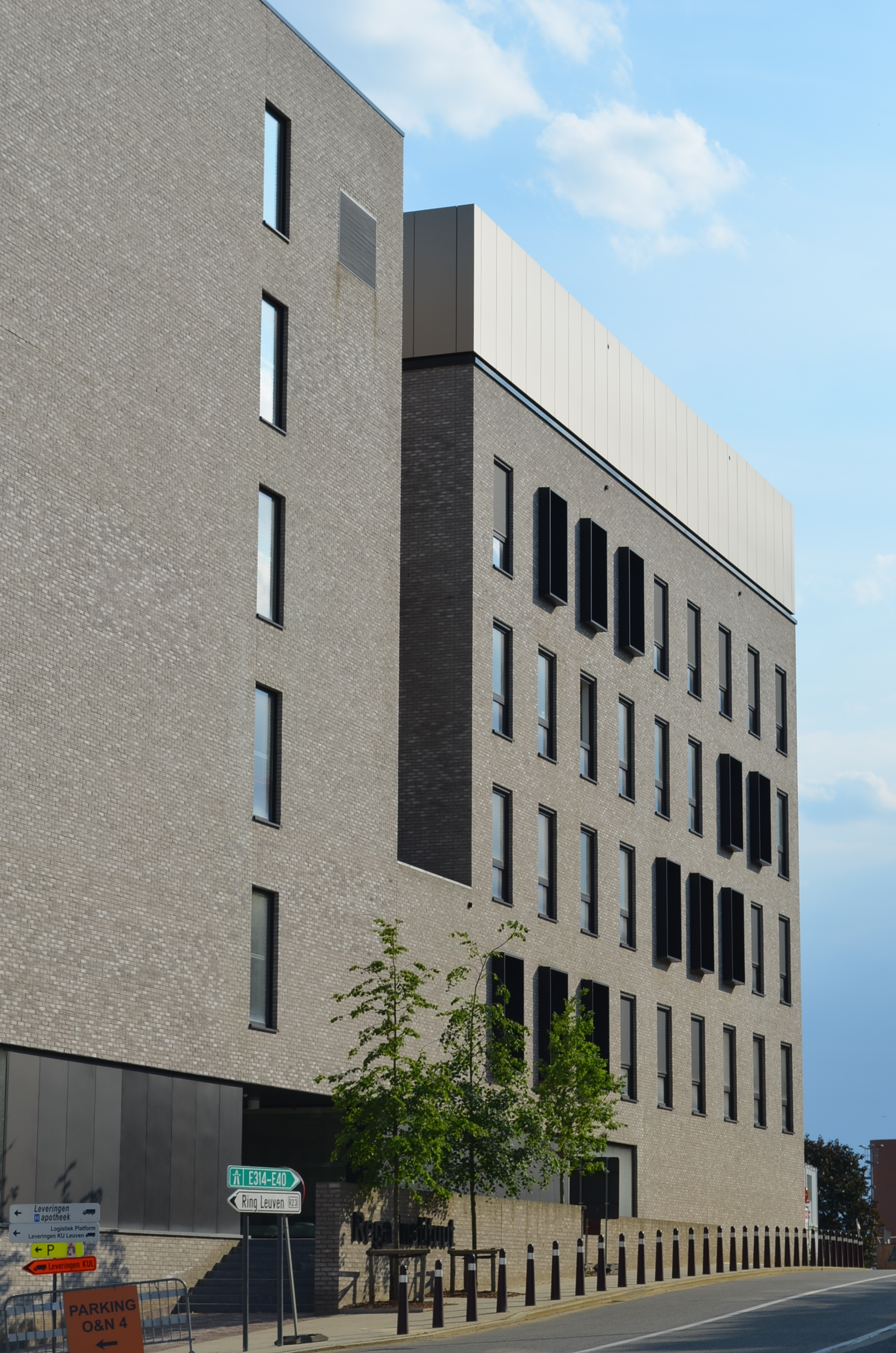

Het Rega Institute for Medical Research is een Belgisch wetenschappelijk onderzoeksinstituut dat verbonden is aan de Katholieke Universiteit Leuven. Het is een samenwerkingsverband van de faculteiten geneeskunde en farmacologie.

## Laboratoria
- Moleculaire Bacteriologie
- Klinische en Epidemiologische Virologie
- Immunobiologie
- Medische Scheikunde
- Moleculaire Immunologie
- Virologie en Chemotherapie

## Geschiedenis
Het Rega Instituut werd in 1954 opgericht op initiatief van en door Pieter De Somer, die het noemde naar Henri-Joseph Rega, professor aan de Leuvense universiteit in de 18e eeuw. Het gebouw van het instituut werd opgetrokken in 1954 op kosten van het bedrijf Recherche et Industrie Thérapeutiques (R.I.T.) in Rixensart, waar De Somer een leidinggevende functie had. In de jaren 1960 trok De Somer zich terug uit R.I.T. om in 1968 na de splitsing van de Leuvense universiteit, de eerste rector te worden van de Nederlandstalige KU Leuven. Vanaf 1970 werkte het Rega Instituut wereldwijd samen met vele industriële bedrijven. Sinds 1985, na het overlijden van De Somer, wordt het instituut geleid door professoren van de verschillende laboratoria die er deel van uitmaken.
In 1987 startte het Rega instituut een samenwerking met Janssen Pharmaceutica (geleid door Paul Janssen). Dit resulteerde in de ontdekking van een geheel nieuwe klasse van hiv-Reverse Transcriptase (RT) inhibitoren, de zogenaamde Non-Nucleoside RT Inhibitoren of NNRTI's, wat leidde tot de aanmaak van verschillende NNRTI-prototypes zoals de zogenaamde TIBO ("TetrahydroImidazoBenzodiazepinOne")- en alpha-APA (Alpha-AnilidoPhenylAcetamide)-derivaten. Dit onderzoek, in samenwerking met Tibotec, resulteerde in de bijzonder krachtige anti-hiv-compound, Rilpivirine (TMC-278). NNRTIs worden op dit ogenblik beschouwd als een van de essentiële ingrediënten van de zogenaamde anti-hiv-cocktails. De bekendste NNRTIs zijn nevirapine en efavirenz.

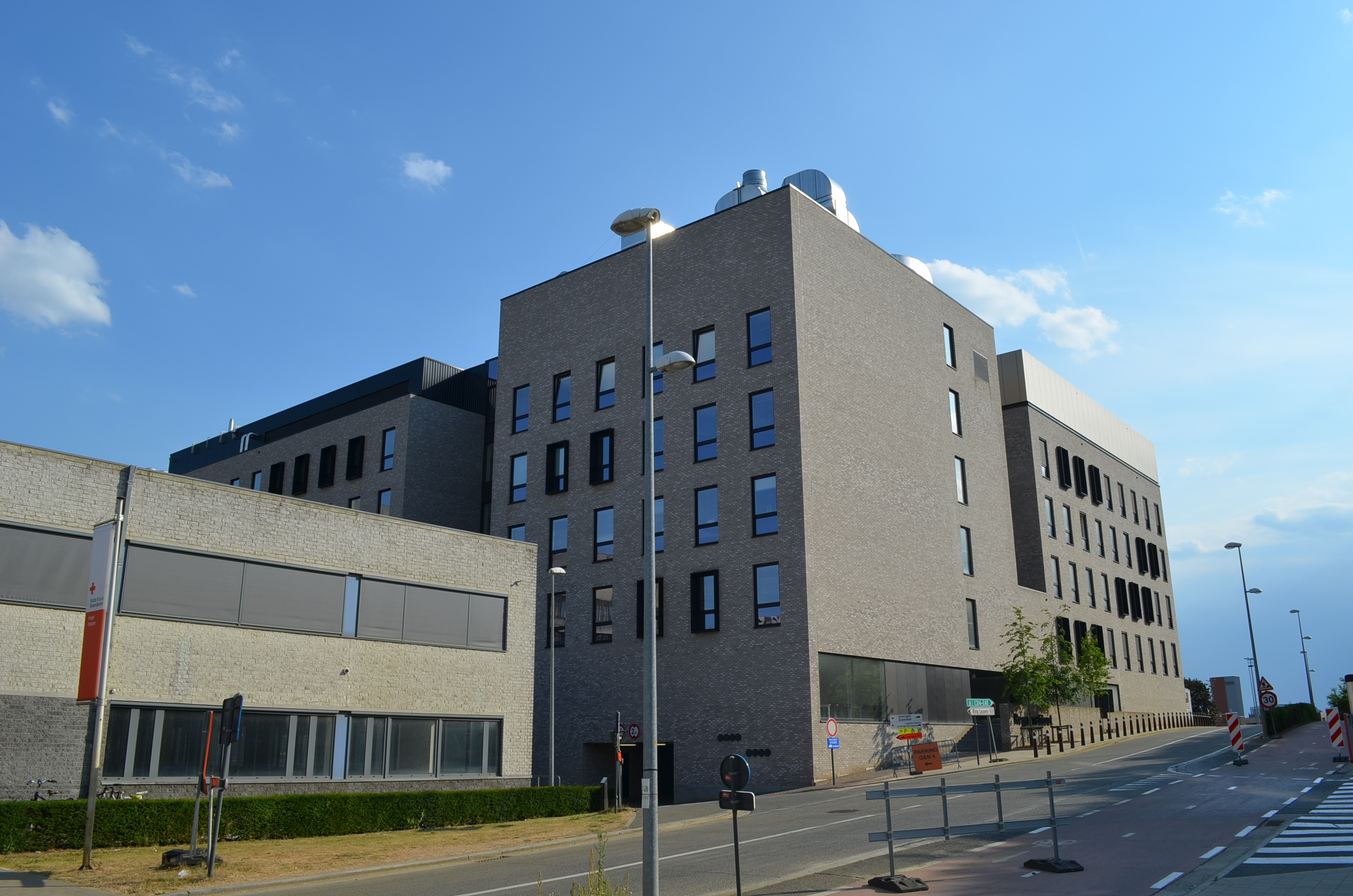

In 2017 verhuisde het instituut van de Minderbroederstraat in het stadscentrum naar een nieuwbouw op de universitaire onderzoekscampus Gasthuisberg. In de nieuwbouw is ook een 600 m² groot hoog-bioveiligheidslaboratorium. Daarin bevindt zich ook een lab-in-a-box waar automatisch 24/24 en 7/7 ziekteverwekkende micro-organismen bestudeerd kunnen worden. Er zijn onderzoekszones voor de vier bioveiligheidsniveaus van 1 tot en met 4. In dit laatste kan bv. het ebolavirus onderzocht worden. 
In 2020 wordt hier de SARS-CoV-2-vaccinkandidaat van de Katholieke Universiteit Leuven ontwikkeld.